# 마라 클라라 (2010년 드라마)
《마라 클라라》(스페인어: Mara Clara)는 2010년부터 2011년까지 방영된 필리핀의 드라마이다. 지난 1992년 드라마 《마라 클라라》를 원작으로 한 작품이다.